# Róbert Pich
Róbert Pich (Svidník, 12 novembre 1988) è un calciatore slovacco, attaccante dello Spartak Trnava.

## Caratteristiche tecniche
Punta centrale, può giocare come ala su entrambe le fasce.

## Carriera

### Club
Ha esordito nella Corgoň Liga, la massima serie slovacca, con la maglia del Dukla Banská Bystrica, squadra che lo ha acquistato dal Podbrezová nel 2009.
In due stagioni con il club di Banská Bystrica ha giocato 48 partite in campionato (segnando 10 reti) e 2 partite del secondo turno di qualificazione all'Europa League 2010-2011 contro la squadra georgiana del FC Zestaponi.
Nel mercato invernale della stagione 2010-2011 si è trasferito allo Žilina.
Il 21 giugno 2022 viene acquistato dal Legia Varsavia.

### Nazionale
Nel 2010 ha giocato una partita nella nazionale slovacca Under-21.

## Palmarès

### Club

#### Competizioni nazionali
- Slovenský Pohár: 1

Žilina: 2012
- Coppa di Slovacchia: 1

Spartak Trnava: 2024-2025